# سارا رنر
سارا رنر (انگلیسی: Sara Renner; ۱۰ آوریل ۱۹۷۶ – ) اسکی‌باز صحرانوردی اهل کانادا بود.